# Аристодем
Аристодем (др.-греч. Ἀριστόδημος) — персонаж древнегреческой мифологии из рода Гераклидов, отец Еврисфена и Прокла, родоначальников двух царских династий Спарты (Агиадов и Еврипонтидов соответственно). По одной версии мифа, погиб накануне вторжения Гераклидов в Пелопоннес, по другой, участвовал в походе и стал царём Лаконики.

## В мифологии
Античные авторы называют Аристодема сыном Аристомаха и правнуком Гилла — старшего из сыновей Геракла и Деяниры. Гераклиды несколько раз пытались завоевать Пелопоннес, откуда родом был их предок, но неизменно терпели поражение, причём во время одной из этих попыток погиб Аристомах. Аристодем и его братья, Темен и Кресфонт, решили не идти в Пелопоннес по суше, а переправиться морем, и для этого собрали флот в Навпакте в Локриде. Согласно наиболее распространённой версии мифа, Аристодем погиб прежде, чем корабли отплыли. По данным Псевдо-Аполлодора, это произошло в Навпакте (Гераклида поразила молния), по данным Павсания — в Дельфах: там Аристодема поразил стрелой Аполлон, отомстивший за пренебрежение к нему, либо убили сыновья Пилада и Электры (Строфий и Медонт). Сам Павсаний считал последнюю версию наиболее вероятной. Впоследствии сыновья Аристодема, близнецы Еврисфен и Прокл, приняли участие в победном вторжении в Пелопоннес и стали царями-соправителями Спарты.
Как рассказывают Геродот и Ксенофонт, в исторические времена спартанцы вопреки литературным данным считали, что Аристодем принял участие в завоевании Пелопоннеса и воцарился в Лаконике. По этой версии, он умер от болезни вскоре после того, как увидел новорождённых сыновей. Женой Аристодема была Аргия, дочь фиванского царя Автесиона (правнука Полиника); она сказала спартанцам, что не знает, кто из её сыновей появился на свет раньше, и поэтому Еврисфен и Прокл стали царями-соправителями. В исторические времена первый из них считался родоначальником Агиадов/Агидов, второй — родоначальником Еврипонтидов.

## Мнения учёных
Современные исследователи полагают, что рассказы античных авторов о завоевании Гераклидами Пелопоннеса имеют историческую основу: речь о вторжении в Южную Грецию дорийских племён и связанном с ним крушении микенской цивилизации. Генеалогия Гераклидов могла быть искусственным образом сконструирована в дорийских центрах региона — Аргосе и Спарте.
Исследователь М. Салинс увидел ряд аналогий между двумя группами мифологических персонажей — потомками Эллина и Аристомаха. В рамках его гипотезы Аристодем сближается с сыном Эллина Ксуфом: каждый из этих героев связан с одной из волн переселений на юг, является одним из трёх братьев и отцом двух сыновей, занимавших одни и те же политические позиции в Пелопоннесе. И Ксуф, и Аристодем быстро сходят со сцены — первого изгоняют, второй погибает от удара молнии, то есть, по-видимому, становится жертвой зевсова гнева
Согласно устоявшейся традиции, приход к власти в Спарте сыновей Аристодема датируют 1103/02 или 1101 годом до н. э., хотя и братья-близнецы, и их отец, и (предположительно) даже ряд более поздних царей относят к сфере мифологии, а не истории.